# Vox (universiteitsblad)
Vox is het universiteitsblad van de Radboud Universiteit Nijmegen. Het medium verschijnt grotendeels digitaal met een eigen website Voxweb, het blad verschijnt vier keer per jaar en is primair bestemd voor personeel en studenten. De huidige hoofdredacteur is Mathijs Noij.

## Voorloper: KU-Nieuws
De voorloper van Vox was KU-nieuws dat in 1982 onder invloed van de universiteitsraad van een intern contactactorgaan opgewaardeerd werd tot een universiteitskrant met een onafhankelijke redactie die wekelijks verscheen. In 2001 werd het blad omgedoopt in Vox, dat tot januari 2011 tweewekelijks verscheen.

## Vox op internet
Vox heeft sinds haar bestaan regelmatig van site gewisseld. De bekendste sites zijn Voxlog en Voxweb.
Voxlog
Tot 27 januari 2011 was Voxlog de bijbehorende nieuwslog voor studenten. Op dit weblog stonden nieuwsberichten, columns en films over actuele gebeurtenissen op de campus van de Radboud Universiteit. Voxlog beschikte in die tijd niet over een redactiestatuut, met als gevolg dat de site rechtstreeks onder verantwoordelijkheid van de communicatieafdeling viel. Voxlog kwam daardoor regelmatig in het nieuws, zo mochten ze niet schrijven over de aanwezigheid van toenmalig collegevoorzitter Roelof de Wijkerslooth op Koninginnedag 2009 in Apeldoorn. In oktober 2010 werd bekend dat Voxlog opgeheven zou worden, ten goede van een digitale nieuwsvoorziening die rechtstreeks deel uitmaakt van de Radboud-website en zou de papieren Vox maandelijks gaan verschijnen. Uit onvrede stapte de redactieraad destijds op. Een en ander was het gevolg van bezuinigingen op de afdeling waar Vox onder viel en de wens om de Radboud Universiteit meer naar buiten te laten profileren.
Vox op RU.nl/nieuws
Van 27 januari 2011 tot 15 augustus 2012 berichtte Vox op de interne nieuwssite van de Radboud Universiteit. Ook op de interne nieuwssite mocht Vox niet alles schrijven: zo mochten ze niets op de nieuwssite schrijven over de affaire rondom professor Roos Vonk en ook niet over het doen van proeven op apen. Vanaf juni 2011 tot augustus 2012 werd de interne nieuwssite beperkt tot het intranet waarna direct een publieke mirrorsite verscheen: bezoekers kregen via die mirrorsite alsnog alle nieuwsberichten te lezen, terwijl op RU.nl/nieuws louter berichten van de afdeling communicatie te vinden waren. De journalistieke berichten van Vox verschenen op die interne nieuwssite gemengd met nieuws- en persberichten van de afdeling communicatie, hetgeen volgens zowel de Vox-redactie als de afdeling communicatie voor verwarring zorgde. Sinds 15 augustus 2012 verschijnen er op het intranet nog enkel berichten van de afdeling communicatie.
Voxweb
Sinds 15 augustus 2012 heeft Vox weer een eigen website, Voxweb.nl. De journalistieke nieuwsberichten verschijnen voortaan weer op de eigen website, en niet meer op de interne website van de Radboud Universiteit Nijmegen. Want - zo schrijft de hoofdredacteur op Voxweb: 'De Vox-redactie en de afdeling communicatie hebben een wezenlijk andere rol bij de vergaring en verspreiding van het universitaire nieuws: Vox bericht kritisch en onafhankelijk, de communicatiemedewerkers spreken ‘met de mond van de universiteit’.' 
Sindsdien is de onafhankelijkheid en openbaarheid van Vox ook opgenomen in hun redactiestatuut: hierdoor valt nu ook het digitale kanaal van Vox rechtstreeks onder verantwoordelijkheid van de hoofdredacteur en niet meer onder de communicatieafdeling.

## Kamervragen
In 1983, 1985, 2009 en van 2010 tot de zomer van 2012 kwam de journalistieke onafhankelijkheid van Vox onder druk te staan, met name tussen 2010 en 2012. Daar werden ook kamervragen gesteld over censuur bij universiteitsbladen waaronder Vox. Volgens staatssecretaris Halbe Zijlstra was er echter geen sprake van censuur omdat de bladen geld kregen van de instellingen en gebruikmaken van faciliteiten.